# Museo de Tíbet (Corea)

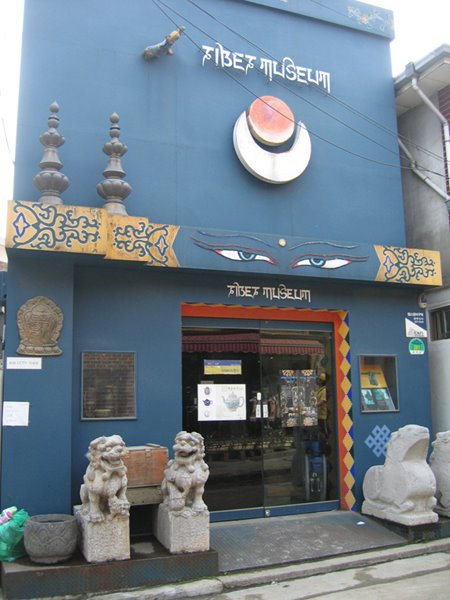
Museo de Tíbet
Hangul - 티벳박물관
Hanja - 티벳博物館

Museo de Tíbet (Corea) es un museo dedicado a la cultura tibetana en Sogyeok-dong, Jung-gu, Seúl, Corea del Sur.